# Eurypterus
Eurypterus é um gênero de euriptéridos (também chamados de escorpiões marinhos) que viveu há cerca de 420 milhões de anos no que atualmente são partes da Europa, América do Norte e Ásia. Tinha cerca de 30 cm (bem pequeno se comparado a outros escorpiões marinhos do mesmo período, como por exemplo Pterygotus) e se alimentava de invertebrados marinhos e pequenos peixes.